# Mikroregion Tomé-Açu

Mikroregion Tomé-Açu

Mikroregion Tomé-Açu – mikroregion w brazylijskim stanie Pará należący do mezoregionu Nordeste Paraense. Ma powierzchnię 24.453,3 km²

## Gminy
- Acará
- Concórdia do Pará
- Moju
- Tailândia
- Tomé-Açu